# Aram Saroyan

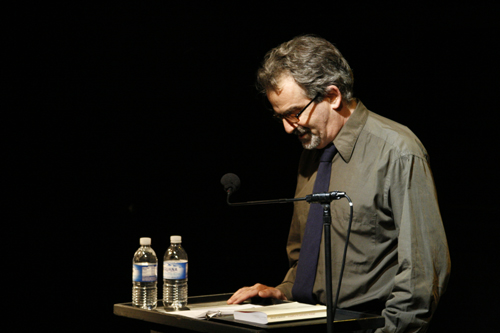
Aram Saroyan

Aram Saroyan (ur. 25 września 1943) – amerykański poeta, powieściopisarz, pamiętnikarz, biograf i dramatopisarz. 
Aram Saroyan urodził się w Nowym Jorku jako jedyny syn pisarza Williama Saroyana i aktorki Carol Grace. Jest bratem aktorki Lucy Saroyan, ojcem Cream Saroyan i dziennikarki Strawberry Saroyan, piszącej m.in. dla „The New York Times”. Saroyan uczy na Uniwersytecie Południowej Kalifornii kreatywnego pisania.